# Semiothisa azureata
Semiothisa azureata är en fjärilsart som beskrevs av Samuel E. Cassino 1928. Semiothisa azureata ingår i släktet Semiothisa och familjen mätare. Inga underarter finns listade i Catalogue of Life.